# Fred Anderson
Fred Anderson (Monroe (Louisiana), 22 maart 1929 - 24 juni 2010) was een Amerikaans jazz-tenorsaxofonist. Anderson groeide op in het zuiden van de Verenigde Staten en leerde zichzelf als tiener saxofoon spelen. In 1965 richtte hij samen met een groep muzikanten van verschillende genres de Association for the Advancement of Creative Musicians op.

## Discografie
- Another Place (1978)
- The Missing Link (1979)
- Dark Day + Live in Verona (1979)
- Vintage Duets: Chicago 1-11-80 (1980)
- Black Horn Long Gone (1993)
- Birdhouse (1995)
- Chicago Chamber Music (1996)
- Live at the Velvet Lounge (1998)
- Fred Anderson Quartet, Vol. 1 (1998)
- Fred Anderson Quartet, Vol. 2 (1999)
- 2 Days in April (2000)
- On the Run: Live at the Velvet Lounge (2001)
- The Great Vision Concert (2003)
- Back at the Velvet Lounge (2003)
- Blue Winter (2005)
- Timeless: Live at the Velvet Lounge (2006)
- Staying in the Game (2009)
- 21st Century Chase: 80th Birthday Bash, Live at the Velvet Lounge (2009)